# Vrijzinnig-Democratische Partij

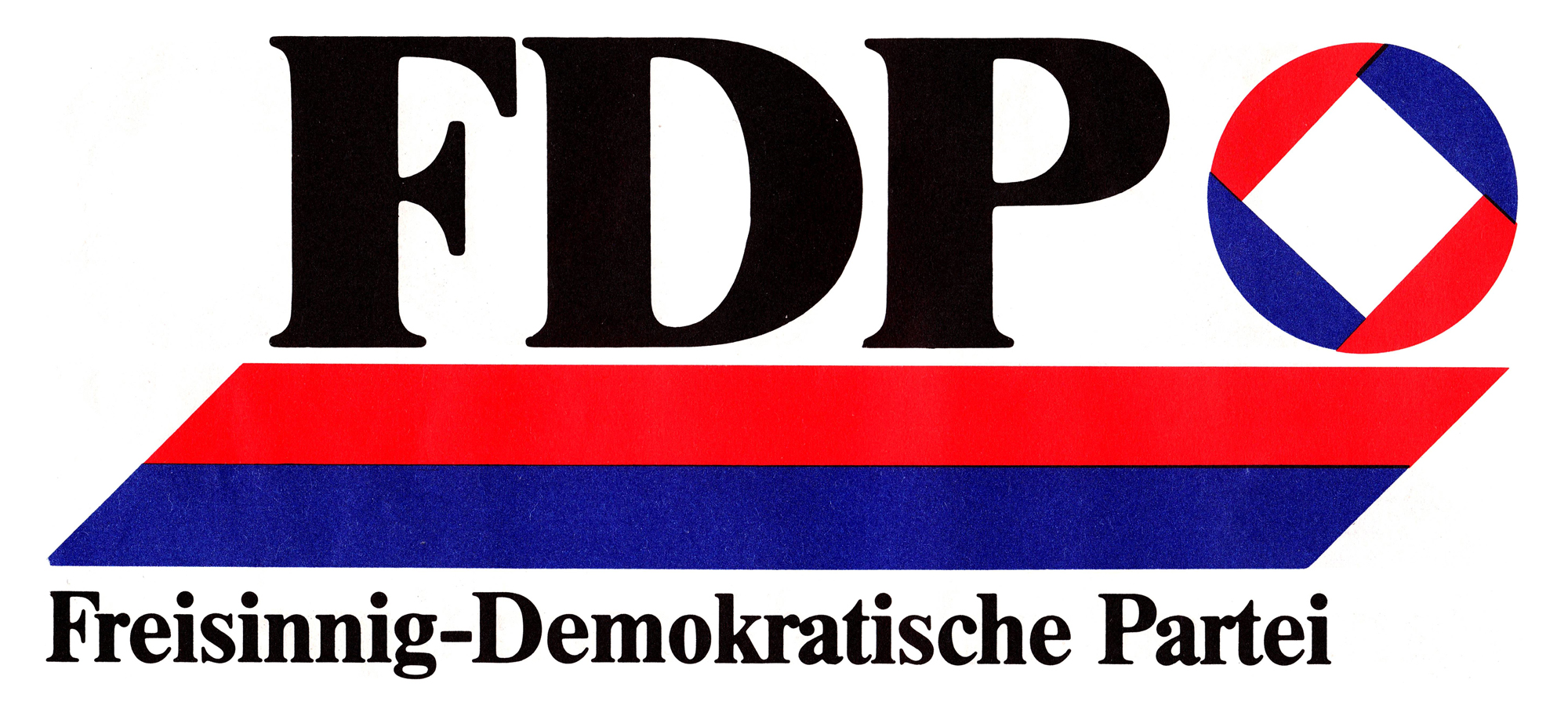
FDP-logo

De Vrijzinnig-Democratische Partij was een politieke partij in Zwitserland. Ze ging in 2009 op in de Vrijzinnig-Democratische Partij.De Liberalen.

## Geschiedenis
In 1831 richtten enkele liberaalgezinde burgers de Patriottische Associatie op. De Patriottische Associatie was georganiseerd als een vereniging voor de bescherming van de vrijheid. In 1847 werd de Patriottische Associatie opgevolgd door de Zwitserse Volksvereniging. In de Sonderbund-oorlog datzelfde jaar behaalden de stedelijke, protestantse, liberale en radicaal-liberale kantons een overwinning op de conservatieve, landelijke, rooms-katholieke kantons.
Een jaar later, in 1848, kreeg Zwitserland een progressieve, gematigd liberale Grondwet, die van het land een federale staat maakte. In de begindagen van het federale Zwitserland werd de Zwitserse politiek gedomineerd door de vrijzinnigen/radicalen. Lange tijd behaalden zij een absolute meerderheden bij de verkiezingen, zij het dat er op dat moment nog geen sterke partijstructuur bestond.
In 1873 herleefde de Zwitserse Volksvereniging, die zich tot doel stelde de Zwitserse Grondwet te herzien en het federale niveau te versterken. Deze grondwetsherziening vond plaats in 1874. In 1878 werd vervolgens de Radicaal-Democratische Groep in het Bondsparlement opgericht, waarin radicalen, democraten en een deel van de (conservatief-)liberale parlementsleden zich verenigden. De Radicaal-Democratische Groep had evenwel nog geen gemeenschappelijk programma en ontstond eerder uit praktische overwegingen, namelijk om een tegengewicht te bieden tegen de katholieke conservatieven.
In de jaren 1890 ontstond er in radicale in liberale kringen de behoefte om een sterke federale liberale partij op te richtten. In 1894 kwamen in het Bahnhofbuffet Olten (restaurant in het station van Olten) leidende figuren uit liberale, democratische en radicale groeperingen en partijen bijeen. Tijdens deze bijeenkomst in Olten werd besloten tot de oprichting van de Vrijzinnig-Democratische Partij. Het deel van de liberalen dat weigerde zich aan te sluiten bij de FDP/PDR, organiseerde zich als Liberale Partij van Zwitserland en richtte zich op welvarende protestanten in met name de Franstalige kantons en Bazel-Stad. Tot aan de invoering van het evenredige vertegenwoordiging in 1919 bleef de FDP/PDR zowel de grootste partij in het parlement (Nationale Raad en Kantonsraad) als in de Bondsraad.
Rond 1900 kwam de sociaaldemocratie sterk op in Zwitserland. Enkele leden van de linkervleugel van de FDP/PDR gingen over tot de Socialistische Partij van Zwitserland (SP/PS). De FDP/PDR maakte zich zorgen over de opkomst van de SP/PS en schoof op naar rechts. Zij beschouwden vanaf dat moment de katholieke conservatieven (vanaf 1912 Zwitserse Conservatieve Volkspartij) als minder "gevaarlijk" dan de SP/PS.
Bij de eerste verkiezingen volgens het stelsel van evenredige vertegenwoordiging, die van 1919, leden de liberalen een grote verkiezingsnederlaag. In Nationale Raad viel de FDP/PDR terug van 105 naar 60 zetels. De in 1917 van de FDP/PDR afgescheiden rechtse Partij van Boeren, Middenstanders en Burgers, de huidige Zwitserse Volkspartij (SVP/UDC), won steeds meer zetels in het parlement. In 1928 deed Rudolf Minger namens de SVP/UDC zijn intrede in de Bondsraad. In de Bondsraad waren nu nog maar 4 FDP'ers vertegenwoordigd. In 1943 deed de eerste sociaaldemocraat, Ernst Nobsn zijn intrede in de Bondsraad en zaten er nog maar 3 FDP/PDR'ers in de Bondsraad. In 1959 ging de toverformule van kracht. De Bondsraad werd voortaan een afspiegeling van het parlement. Door de invoering van de toverformule bleven er nog maar 2 FDP/PDR'ers over in de Bondsraad.
In 1971 werd het vrouwenstemrecht in Zwitserland ingevoerd op federaal niveau. Onder meer Liselotte Spreng werd bij parlementsverkiezingen van dat jaar verkozen namens de FDP/PDR, net zoals Martha Ribi-Raschle. Nog in 1971 gingen de Zürcher Demokraten op in de FDP/PDR. De Zürcher Demokraten hadden zich 1941/1942 van de FDP/PDR afgescheiden.
Bij de parlementsverkiezingen van 2003 leden de centrumrechtse partijen FDP/PDR en CVP/PDC gevoelige nederlagen. De FDP/PDR strandde op 36 zetels in de Nationale Raad, een verlies van 7 zetels. Winst was er vooral voor de Zwitserse Volkspartij en de Groene Partij van Zwitserland. In tegenstelling tot de CVP/PDC hoefde de FDP/PDR geen zetel in de Bondsraad in te leveren.
Bij de parlementsverkiezingen van 21 oktober 2007 leed de FDP/PDR weerom een nederlaag. De partij kreeg 15,6% van de stemmen in de Nationale Raad, goed voor 31 zetels in de Nationale Raad.
De FDP/PDR, die al geruime tijd een liberale fractie (Unie van Vrijzinnigen en Liberalen) vormt met de Liberale Partij van Zwitserland (LPS) in het federale parlement, ging op 28 februari 2009 een fusie aan met deze partij. De nieuwe partijnaam werd Vrijzinnig-Democratische Partij.De Liberalen (FDP.De Liberalen).

## Voorzitters
- Christian Friedrich Göttisheim - 1894 - 1895
- Eduard Brenner - 1896
- Johannes Stössel - 1897 - 1898
- Johann Hirter - 1898 - 1903
- Paul Scherrer - 1904 - 1906
- Walter Bissegger - 1907 - 1910
- Camille Decoppet - 1911 - 1912
- Félix Bonjour - 1912 - 1913
- Emil Lohner - 1914 - 1918
- Robert Schöpfer - 1919 - 1923
- Albert Meyer - 1923 - 1929
- Hermann Schüpbach - 1929 - 1934
- Ernest Béguin - 1934 - 1940
- Max Wey - 1940 - 1948
- Aleardo Pini - 1948 - 1954
- Eugen Dietschi - 1954 - 1960
- Nello Celio - 1960 - 1964
- Pierre Glasson - 1964 - 1968
- Henri Schmitt - 1968 - 1974
- Fritz Honegger - 1974 - 1977
- Yann Richter - 1978 - 1984 (Neuchâtel)
- Bruno Hunziker - 1984 - 1989 (Aargau)
- Franz Steinegger - 1989 - 2001 (Uri)
- Gerold Bührer - 2001 - 2002 (Schaffhausen)
- Christiane Langenberger (v) - 2002 - 2004 (Vaud)
- Rolf Schweiger - 2004 (Zug)
- Marianne Kleiner (v) - 2004 - 2005 (Appenzell Ausserrhoden)
- Fulvio Pelli - 2005-2009 (Ticino)